# Junior Eurovision Song Contest 2008
La sesta edizione del Junior Eurovision Song Contest si è svolta il 22 novembre 2008 presso lo Spyros Kyprianou Athletic Centre di Limassol, a Cipro.
Il concorso si è articolato in un'unica finale condotta da Alex Michae e Sophia Paraskeva, ed è stato trasmesso in 18 paesi (inclusa l'Australia). La durata totale del concorso è stata di 2 ore e 15 minuti.
In questa edizione il Portogallo e la Svezia hanno annunciato il proprio ritiro.
I vincitori sono stati gli Bzikebi per la Georgia con Bzz..., diventando il primo brano in una lingua artificiale a vincere un concorso dell'Eurovisione.

## Organizzazione
Come è già accaduto nell'edizioni precedenti, l'Unione europea di radiodiffusione (UER), ha annunciato che sarebbero state le emittenti interessate a presentare una candidatura per organizzare la manifestazione.
Il 27 maggio 2007, è stato annunciato che Cipro con l'emittente nazionale CyBC avrebbe avuto l'onore di organizzare la manifestazione, battendo le candidature della Svezia (TV4) e quella dell'Ucraina (NTU).

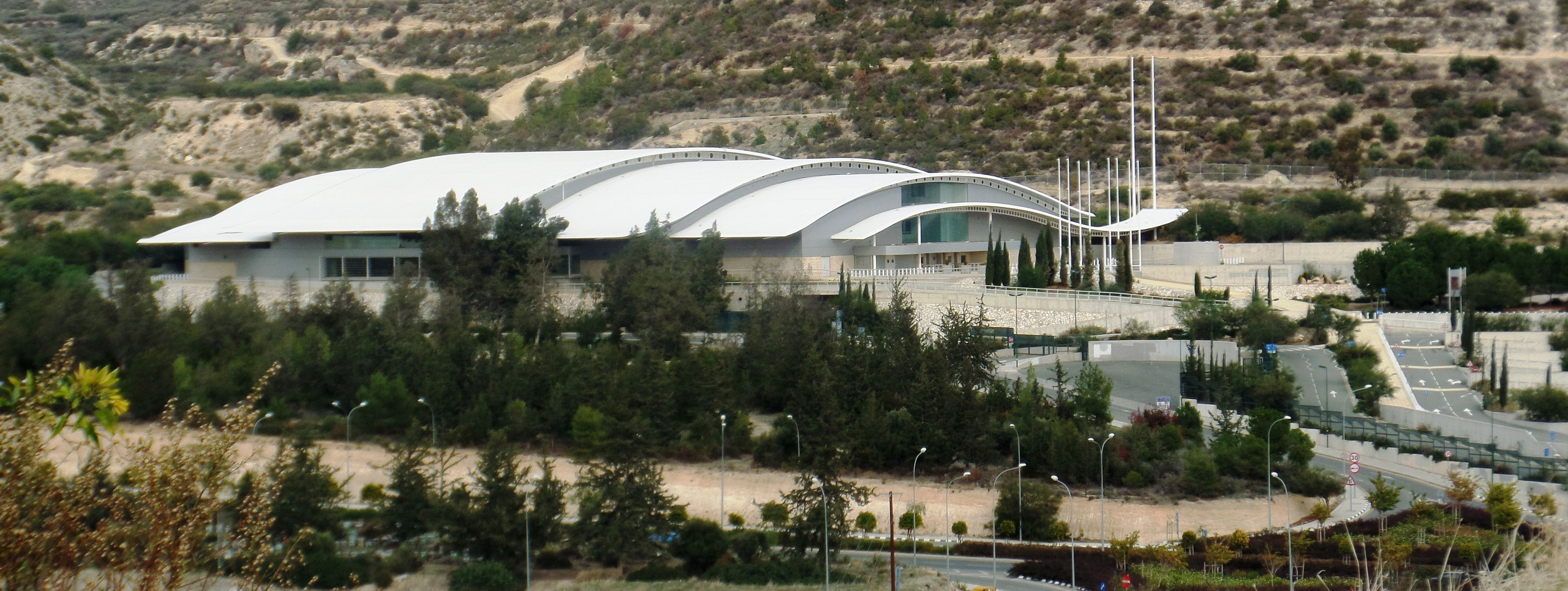
Lo Spyros Kyprianou Athletic Centre, sede del Junior Eurovision Song Contest 2008.

### Scelta della sede
Subito dopo la conferma dell'organizzazione, CyBC confermò che la sede sarebbe stata lo Spyros Kyprianou Athletic Centre, la più grande e imponente arena sportiva coperta multi dinamica dell'intera isola ellenica.

### Presentatori
I presentatori incaricati di condurre l'evento sono stati Alex Michae e Sophia Paraskeva.

### Sistema di voto
Per la prima volta viene modificato il sistema di voto del concorso. Oltre al televoto vengono implementate delle giurie nazionali, composte da esperti del settore, che conta per il 50% del punteggio totale del voto nazionale.

## Stati partecipanti

Stati partecipanti
Stati che hanno partecipato in passato ma non nel 2008

Stati partecipanti
     Stati che hanno partecipato in passato ma non nel 2008
| Stato                 | Artista                       | Brano                    | Lingua            | Processo di selezione                                     |
| --------------------- | ----------------------------- | ------------------------ | ----------------- | --------------------------------------------------------- |
| Armenia               | Monika Manucharova            | Im ergi hnchyune         | Armeno            | Junior Eurosong, 11 luglio 2008                           |
| Belgio                | Oliver                        | Shut Up                  | Olandese          | Junior Eurosong, 27 settembre 2008                        |
| Bielorussia           | Daša, Alina & Karina          | Serdse Belarusi          | Bielorusso, russo | Song for Eurovision, 12 settembre 2008                    |
| Bulgaria              | Krastjana Krasteva            | Edna mečta               | Bulgaro           | Nacionalen final 2008, 18 settembre 2008                  |
| Cipro (organizzatore) | Elena Mannouri & Charis Savva | Gioupi gia!              | Greco             | Ethnikos Telikos 2008, 28 giugno 2008                     |
| Georgia               | Bzikebi                       | Bzz...                   | Immaginaria       | Junior Eurovision 2008, 4 ottobre 2008                    |
| Grecia                | Niki Yiannouchu               | Kapoia nychta            | Greco             | Selection for Cyprus, 27 settembre 2008                   |
| Lituania              | Eglė Jurgaitytė               | Laiminga diena           | Lituano           | Mažųjų žvaigždžių ringas 2008, 5 ottobre 2008             |
| Macedonia             | Bobi Andonov                  | Prati mii SMS            | Macedone          | Dečja pesna Eurovizije, 26 settembre 2008                 |
| Malta                 | Daniel Testa                  | Junior Swing             | Inglese           | Junior Eurosong 08, 13 settembre 2008                     |
| Paesi Bassi           | Marissa                       | 1 dag                    | Olandese          | Junior Songfestival 2008, 4 ottobre 2008                  |
| Romania               | Mădălina & Andrada            | Salvaţi planeta!         | Rumeno            | Selecţia Naţională Eurovision Junior 2008, 1º giugno 2008 |
| Russia                | Michail Puntov                | Spit angel               | Russo             | Junior EuroSong 2008, 1º giugno 2008                      |
| Serbia                | Maja Mazić                    | Uvek kad u nebo pogledam | Serbo             | Izbor za dečju pesmu Evrovizije 2008, 21 settembre 2008   |
| Ucraina               | Viktorija Petryk              | Matrosy                  | Ucraino           | Nacvidbir 2008                                            |

## L'evento
La manifestazione si è svolta il 22 novembre 2008 alle 20:15 CET; vi hanno gareggiato 15 paesi.
Negli interval acts si sono esibiti: Dima Bilan, Evridiki & Dimitris Korgialas e tutti i partecipanti che si sono esibiti con la common song Hand in Hand.
| Nº | Stato       | Artista                       | Brano                    | Punti | Posizione |
| -- | ----------- | ----------------------------- | ------------------------ | ----- | --------- |
| 01 | Romania     | Mădălina & Andrada            | Salvaţi planeta!         | 58    | 9         |
| 02 | Armenia     | Monika Manucharova            | Im ergi hnchyune         | 59    | 8         |
| 03 | Bielorussia | Daša, Alina & Karina          | Serdse Belarusi          | 86    | 6         |
| 04 | Russia      | Michail Puntov                | Spit angel               | 73    | 7         |
| 05 | Grecia      | Niki Yiannouchu               | Kapoia nychta            | 19    | 14        |
| 06 | Georgia     | Bzikebi                       | Bzz...                   | 154   | 1         |
| 07 | Belgio      | Oliver                        | Shut Up                  | 45    | 11        |
| 08 | Bulgaria    | Krastjana Krasteva            | Edna mečta               | 15    | 15        |
| 09 | Serbia      | Maja Mazić                    | Uvek kad u nebo pogledam | 37    | 12        |
| 10 | Malta       | Daniel Testa                  | Junior Swing             | 100   | 4         |
| 11 | Paesi Bassi | Marissa                       | 1 dag                    | 27    | 13        |
| 12 | Ucraina     | Viktorija Petryk              | Matrosy                  | 135   | 2         |
| 13 | Lituania    | Eglė Jurgaitytė               | Laiminga diena           | 103   | 3         |
| 14 | Macedonia   | Bobi Andonov                  | Prati mii SMS            | 93    | 5         |
| 15 | Cipro       | Elena Mannouri & Charis Savva | Gioupi gia!              | 46    | 10        |

12 punti
| N. | A        | Da                                                                       |
| -- | -------- | ------------------------------------------------------------------------ |
| 8  | Georgia  | Armenia, Belgio, Bulgaria, Cipro, Lituania, Paesi Bassi, Russia, Ucraina |
| 3  | Ucraina  | Georgia, Malta, Romania                                                  |
| 1  | Cipro    | Grecia                                                                   |
| 1  | Lituania | Serbia                                                                   |
| 1  | Russia   | Bielorussia                                                              |
| 1  | Serbia   | Macedonia                                                                |

## Portavoce
- Romania: Iulia Ciobanu
- Armenia: Mary Sahakyan
- Bielorussia: Anjelika Misevič
- Russia: Sarina
- Grecia: Stefani Trepekli
- Georgia: Ana Davitaia
- Belgio: Chloé Ditlefsen
- Bulgaria: Marina Baltadzi
- Serbia: Anđelija Erić
- Malta: Francesca Zarb
- Paesi Bassi: Famke Rauch
- Ucraina: Marietta
- Lituania: Lina Joy (Rappresentante dello Stato al Junior Eurovision Song Contest 2007)
- Macedonia: Marija Zafirovska
- Cipro: Christina Christofi

## Trasmissione dell'evento e commentatori

### Televisione e radio
| Paese                | Emittente | Stazione             | Commentatori                      | Note        |
| -------------------- | --------- | -------------------- | --------------------------------- | ----------- |
| Armenia              | ARMTV     | ARMTV                | Gohar Gasparyan Felix Khachatryan |             |
| Australia            | SBS       | SBS Television       | Sconosciuto                       | [ 5 ]       |
| Azerbaigian          | İTV       | İctimai TV           | Sconosciuto                       |             |
| Belgio               | VRT       | Één                  | Kristien Maes Ben Roelants        |             |
| Bielorussia          | BTRC      | Belarus 1 Belarus TV | Denis Kur'jan                     |             |
| Bosnia ed Erzegovina | BHRT      | BHRT                 | Dejan Kukrić                      | [ 6 ] [ 7 ] |
| Bulgaria             | BNT       | Channel 1            | Elena Rosberg Georgi Kušvaliev    |             |
| Cipro                | CyBC      | CyBC 1 CyBC Sat      | Kyriakos Pastidīs                 |             |
| Georgia              | GPB       | 1TV                  | Temo Kvirkvelia                   |             |
| Grecia               | ERT       | ERT1 ERT World       | Renia Tsitsimpikou Giōrgos Amyras |             |
| Lituania             | LRT       | LTV 1                | Darius Užkuraitis                 |             |
| Macedonia            | MRT       | MTV 1                | Ivona Bogoevska                   |             |
| Malta                | PBS       | TVM                  | Valerie Vella                     |             |
| Paesi Bassi          | AVRO      | AVRO                 | Sipke Jan Bousema                 |             |
| Romania              | TVR       | TVR1 TVRi            | Ioana Isopecu Alexandru Nagy      |             |
| Russia               | VGTRK     | Rossija 1            | Ol'ga Šelest                      |             |
| Serbia               | RTS       | RTS2                 | Duška Vučinić-Lučić               |             |
| Ucraina              | NTU       | NTU                  | Timur Mirošnyčenko                |             |

### Streaming
| Paese | Piattaforma |
| ----- | ----------- |
| Mondo | Octoshape   |

## Stati non partecipanti
- Azerbaigian: il paese caucasico ha dimostrato interesse nella partecipazione ma si è ritirato il 15 ottobre 2008, dopo la dead line, perché il comitato che doveva organizzare la partecipazione, ha sostenuto di non aver trovato i candidati ideali per un evento così importante. Il governo ha inoltre confermato il pagamento di una penale per il ritiro in extremis.[8]
- Bosnia ed Erzegovina: dopo aver mostrato un'iniziale volontà di partecipazione, il paese si è ritirato.
- Galles: la televisione di lingua gallese S4C ha dimostrato interesse per una partecipazione al concorso, ma la proposta venne respinta dall'UER a causa dello status da nazione costitutiva del Regno Unito, che con l'emittente BBC possiede l'esclusività sulla partecipazione degli eventi in Eurovisione.[9]
- Israele: come per la Bosnia ed Erzegovina, dopo aver confermato provvisoriamente la propria presenza, il paese si è ritirato.
- Polonia: dopo essersi ritirata nell'edizione 2004, lo stato ha considerato un ipotetico ritorno nel concorso. Tuttavia il 23 ottobre 2008 è stata confermata la non partecipazione dello stato.[10]
- Portogallo: il 28 maggio 2008 RTP ha espresso la volontà di non continuare a partecipare, citando anche gli scarsi risultati conseguiti nei due soli anni di partecipazione.[11]
- Svezia: nonostante la candidatura per ospitare il concorso, TV4 decide di ritirarsi principalmente per scarso interesse nel concorso, ma soprattutto per la pianificazione di altri eventi nello stesso periodo, in particolare il MPG Nordic.[12]